# San'yōdō

province del San'yōdō

San'yōdō (山陽道?) è un termine geografico giapponese. Indica sia un'antica divisione del paese sia la strada principale che l'attraversa. Il San'yōdō corrisponde per lo più alla concezione moderna della regione di San'yō. [3] Questo nome deriva dal fatto che il lato meridionale della catena montuosa centrale che attraversa l'Honshū era il quello "soleggiato", mentre il lato settentrionale era il lato "ombroso" (山陰 San'in).
La regione fu istituita come una del sistema Gokishichidō (cinque province e sette strade) durante il periodo Asuka (538-710), e consisteva delle seguenti otto antiche province: Harima, Mimasaka, Bizen, Bitchū, Bingo, Aki, Suō e Nagato. Tuttavia, questo sistema scomparve gradualmente scomparso dal periodo Muromachi (1333-1467).
Il San'yōdō continuò ad essere importante e fu molto trafficato durante il periodo Edo (1603-1867). Scorrendo da est a ovest, il suo capolinea orientale, assieme a quelli della maggior parte delle "autostrade" medievali, era a Kyoto. Da lì correva verso ovest attraverso Fushimi, Yodo, Yamazaki e Hyōgo; seguiva la costa del mare Interno di Seto fino a Hagi, vicino a Shimonoseki, il capolinea occidentale sia del San'yōdō che del San'indō, e molto vicino all'estremità più occidentale dell'isola di Honshū. Correva per un totale di circa 145 ri (circa 350 miglia).
Come prevedibile nel corso degli anni la strada ha svolto un importante ruolo strategico e logistico in diverse situazioni militari. L'imperatore Go-Daigo nel XIV° secolo, Toyotomi Hideyoshi nel XVI° secolo, e molti altri la usarono per fuggire dai conflitti, per tornare nel cuore del paese (kinai) o per spostare truppe. Molti daimyō usarono questa strada come parte dei loro viaggi obbligatori (sankin kōtai) verso Edo sotto lo shogunato Tokugawa. La strada serviva anche allo scopo più quotidiano di fornire trasporto a commercianti, animatori in viaggio, pellegrini e altri cittadini comuni.